# لويس كارتر (لاعب كرة قدم أمريكية)
لويس كارتر (بالإنجليزية: Louis Carter)‏ هو لاعب كرة قدم أمريكية أمريكي، ولد في 6 فبراير 1953 في لوريل في الولايات المتحدة.

## وصلات خارجية
- لويس كارتر على موقع مرجع كرة القدم المحترفة.كوم (الإنجليزية)
- لويس كارتر على موقع كلية كرة القدم في سبورتس رفرنس.كوم (الإنجليزية)